# Posadów (gmina Telatyn)
Posadów – wieś w Polsce, położona w województwie lubelskim, w powiecie tomaszowskim, w gminie Telatyn.
| SIMC    | Nazwa           | Rodzaj    |
| ------- | --------------- | --------- |
| 0901677 | Kolonia Posadów | część wsi |
| 0901683 | Zabuda          | część wsi |

W latach 1975–1998 wieś administracyjnie należała do województwa zamojskiego.
Wieś jest sołectwem w gminie Telatyn. Według Narodowego Spisu Powszechnego z roku 2011 wieś liczyła 183 mieszkańców.
We wsi znajduje się datowane na IX-XI w. grodzisko zwane "Okopy Chmielnickiego".